# Iso Kuoresaari
Iso Kuoresaari är en halvö i Finland.   Den ligger i kommunen Kivijärvi i den ekonomiska regionen  Saarijärvi-Viitasaari och landskapet Mellersta Finland, i den centrala delen av landet, 300 km norr om huvudstaden Helsingfors. Iso Kuoresaari ligger i sjön Kivijärvi.